# Jack Parker (boxeador)
John Arthur Leonard Parker (10 de julho de 1915 - 9 de agosto de 1993) foi um boxeador amador da Nova Zelândia que representou seu país nos Jogos do Império Britânico de 1938 e ganhou um título nacional amador na categoria de peso-galo.

## Biografia
Nascido em Wellington em 10 de julho de 1915, Parker era filho de Joseph Elvery Parker e Annie Parker (nascida Gosling).
Parker ganhou o título de boxe amador peso-galo da Nova Zelândia em 1937. Ele foi selecionado para representar a Nova Zelândia na mesma categoria nos Jogos do Império Britânico de 1938, mas foi eliminado em sua primeira luta, sendo derrotado por pontos pelo lutador inglês, William Butler, que conquistou a medalha de ouro.
Durante a Segunda Guerra Mundial, Parker serviu como foguista de primeira classe na Marinha Real da Nova Zelândia .
Parker morreu em 9 de agosto de 1993 e foi enterrado no cemitério de Makara.